# Carl Winter
Carl Winter (10 janvier 1906 - 21 mai 1966) est un historien de l'art et conservateur de musée britannique. Il travaille à la collection d'aquarelles anglaises et de portraits miniatures du Victoria & Albert Museum avant de rejoindre le Fitzwilliam Museum de Cambridge en 1946 après la fin de la Seconde Guerre mondiale.

## Jeunesse
Winter est né à Melbourne, en Australie, fils de Carl Winter et de sa femme Ethel Hardy. Il fait ses études au Xavier College et au Newman College de l'Université de Melbourne. Il s'installe en Angleterre en 1928 et fréquente l'Exeter College d'Oxford.

## Carrière
Winter est nommé conservateur adjoint aux départements de gravure, d'illustration et de design, et de peinture, au Victoria & Albert Museum en 1931, où il travaille avec Basil Long, dirigeant le département après la mort de Long en 1936. Il est nommé conservateur adjoint en 1945, mais devient directeur et conservateur Morley au Fitzwilliam Museum de Cambridge en 1946, et également membre du Trinity College de Cambridge, où il reste jusqu'à sa mort en 1966. Il publie Elizabethan Miniatures en 1943 et The British School of Miniature Portrait Painters en 1948.
Aux côtés de Patrick Trevor-Roper et de Peter Wildeblood, Winter témoigne devant le Comité Wolfenden, dont le rapport conduit en 1967 à la dépénalisation des relations sexuelles entre homosexuels adultes de sexe masculin,. Il témoigne de manière anonyme sous le nom de « M. White ». Son témoignage devant le comité est transposé à l'écran dans le drama de la BBC, Consenting Adults.

## Vie personnelle et mort
Winter épouse Theodora Barlow en 1936 et divorce en 1953. Ils ont deux fils et une fille. Il est décédé à l'âge de 60 ans le 21 mai 1966.